# Republica
Republica è una band britannica fondata nel 1994 che ha raggiunto il massimo della propria fama tra il 1996 e il 1999. Le loro sonorità sono state da essi stessi descritte come «techno-pop punk rock».

## Storia
Tim Dorney - già tastierista dei Flowered Up - e Andy Todd formarono i Republica nel 1994 con la cantante Saffron e il batterista Dave Barbarossa (che aveva suonato con Adam and the Ants, Bow Wow Wow, Public Image Ltd., The Cult e Killing Joke). Dopo i singoli Out of this World e Bloke (pubblicato in un EP dal titolo omonimo), i quattro giunsero al successo nel 1996 con il singolo Ready to Go e il successivo Drop Dead Gorgeous. La voce leader della band è Saffron, nome d'arte di Samantha Marie Sprackling, in precedenza una ballerina per i Prodigy e cantante degli N-Joi, e che aveva pubblicato un proprio singolo nel 1992.

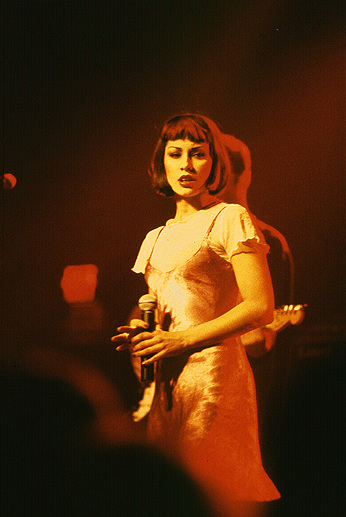
Republica in concerto a San Antonio, Texas, dicembre 1996

Il nome del gruppo fu scelto quasi per caso, come dichiarato dalla cantante Saffron: "Republic (che era il titolo di un album dei New Order) piaceva a tutti noi ma non ne eravamo convinti in pieno e ci trovavamo nella situazione di avere un contratto per una band ancora senza nome. Il nostro manager ci disse, "Bene, se non trovate un nome in mezz'ora, ne pescherò uno io", il che ci spaventò ancor più che doverci pensare. Avevamo il nome Republic e Toddy ci aggiunse semplicemente una A alla fine e subito fu come dire, 'Certo, eccolo! Republica'".
La band esibiva spesso la stella rossa e altra simbologia sovietica senza un significato prettamente politico ma solo in chiave di cultura pop. L'utilizzo di grandi insegne e bandiere per i concerti dal vivo era solo per fini estetici e non un messaggio politico, così come il colbacco russo con una stella rossa che Saffron usava portare. Quanto allo stile musicale, esso rappresentava l'influenza che i tre membri principali avevano avuto nel tempo. A questo proposito, nel 1997 Tim Dorney ha dichiarato: "È davvero difficile definirci, davvero, non abbiamo mai insieme gli stessi gusti, i fattori comuni sono i New Order e Beck ma oltre a questi la lista ne conta a centinaia".
Il primo album dal titolo omonimo fu pubblicato a marzo del 1997 e raggiunse il n. 4 nella Official Albums Chart. A maggio del 1997 i Republica si esibirono a New York durante una sfilata di Donatella Versace ripresa e trasmessa da MTV nello speciale VH1 Fashionably Loud. Di quell'esperienza la cantante raccontò in un'intervista: "Le modelle sfilavano al tempo con la nostra musica: Naomi Campbell, Kate Moss. È stato terribilmente eccitante, specialmente per i ragazzi, ma ero anche intimidita. In prima fila c'erano Courtney Love, Lou Reed, Fugees, Prince. Ero là e pensavo: tutti questi personaggi fissano me! Ma mi sono divertita". Il gruppo si guadagnò recensioni molto positive dalla stampa; emerse insieme ad altre band con una leadership femminile quali Elastica, Lush, Sleeper, Echobelly, Kenickie, Garbage e anche grazie alla presenza e ai tratti esotici di Saffron, nata in Nigeria da una famiglia mista cinese, portoghese e inglese. Un'altra caratteristica saliente di Saffron è il suo forte accento della zona sud di Londra.
All'apice del successo, nel 1998, giunse il momento più difficile. La loro etichetta Deconstruction Records entrò in crisi subito dopo la pubblicazione di Speed Ballads. Seppure richiesto dai fans, l'album non era disponibile nei negozi. La band era legata contrattualmente alla label e non poteva passare ad altre etichette né riceverne supporto. Sia l'album Speed Ballads, che era stato prodotto da Ian Broudie, Clive Langer, Alan Winstanley, Andy Gray e Ian Stanley (in passato coautore di alcune canzoni dei Tears for Fears) che il singolo From Rush Hour With Love non riuscirono a vendere e si fermarono rispettivamente al n. 37 della UK Albums Chart e al n. 20 della (Official Singles Chart). Speed Ballads non fu nemmeno distribuito negli USA.
Il catalogo della Deconstruction fu rilevato dalla BMG che pubblicò una loro raccolta nel 2002. Dal 2001 al 2008 è seguita una fase di sospensione di ogni attività. All'inizio del 2010, la loro pagina ufficiale Facebook ha pubblicato le loro foto in sala prove e il 26 aprile è stata ufficialmente annunciata la riunione. A giugno del 2010 è stato pubblicato il remix di Ready to Go che ha raggiunto il n. 1 della Upfront Club chart. Il pezzo è stato prodotto da Andy Gray e Alan Moulder. Nel giugno dello stesso anno sono tornati a esibirsi prima alla O2 Academy Islington e quindi in diverse date nell'Europa dell'Est e in Medioriente nel 2011. Nel 2012 hanno suonato dal vivo al GuilFest di Guildford. Ad aprile del 2013 il gruppo ha pubblicato un nuovo EP, Christiana Obey, e ha registrato una session per la radio inglese Phoenix FM. A marzo del 2014 si è svolto un breve tour per il ventesimo anniversario di fondazione della band; a ottobre e novembre dello stesso anno, i Republica hanno fatto da supporto ai Boomtown Rats nel loro "Ratlife" tour nel Regno Unito e hanno suonato anche materiale inedito.

## Membri attuali
- Saffron (Samantha Sprackling) – voce
- Tim Dorney - tastiere
- Johnny Male - chitarra
- Conor Lawrence - batteria

### Membri precedenti
- Andy Todd (1994–1997)
- David Barbarossa (1994–1997)
- Alix Tiernan
- Mick Pirie
- Pete Riley (1998-2001)

## Progetti solisti
- Nel 1997 Saffron ha cantato nel brano dei Prodigy Fuel my Fire.
- Saffron ha inciso le canzoni Crusher, Spirits e Beauty Never Fades sull'album del 2003 di Junkie XL Radio JXL: A Broadcast from the Computer Hell Cabin.
- Nel 2001 Saffron ha collaborato con i Cure su due canzoni del loro Greatest Hits e nel video di Just Say Yes.
- Dorney si è riunito per un breve periodo ai Flowered Up con Liam Maher
- Male è stato coautore delle canzoni dell'album solista di Sarah Cracknell dei Saint Etienne Lipslide del 1997 e ha fatto parte dei Go Kart Mozart.
- Nel settembre del 2008 i Republica si sono esibiti a Windsor per il Contra Mundum concert; hanno eseguito i loro brani Ready to Go, Drop Dead Gorgeous e una reinterpretazione di You’ve Got the Love.[9]
- Todd ha continuato come autore: ha scritto Reach per S Club 7 e ha collaborato con Kylie Minogue; attualmente lavora nei suoi due studi a Londra e ai Caraibi.
- Dave Barbarossa è noto per il suo stile di percussioni detto "tribal drumming", in voga tra la fine degli anni 70 e l'inizio degli 80[10], che portò nelle band di cui fece parte direttamente (Adam and the Ants e Bow Wow Wow) e in cui collaborò (Public Image Ltd., The Cult e Killing Joke).

## Discografia

### Album
| Titolo        | Data di pubblicazione | Etichetta              | Official Albums Chart | U.S. Albums | U.S. Heatseekers | Germany Albums |
| ------------- | --------------------- | ---------------------- | --------------------- | ----------- | ---------------- | -------------- |
| Republica     | Luglio 1996           | Deconstruction Records | 4                     | 153         | 6                | 47             |
| Speed Ballads | Ottobre 1998          | Deconstruction Records | 37                    | -           | -                | -              |

### Extended play
| Title           | Data di pubblicazione | Label           |
| --------------- | --------------------- | --------------- |
| Christiana Obey | Marzo 2013            | Republica Music |

### Raccolte
| Title                    | Data di pubblicazione | Etichetta |
| ------------------------ | --------------------- | --------- |
| Ready to Go: The Best Of | Maggio 2002           | Camden    |

### Singoli
| Titolo                              | Data di pubblicazione | Album                          | Official Singles Chart | U.S. Hot 100 | U.S. Modern Rock | Germany singles | Australia |
| ----------------------------------- | --------------------- | ------------------------------ | ---------------------- | ------------ | ---------------- | --------------- | --------- |
| "Out of this World"                 | 1994                  |                                | -                      | -            | -                | -               | -         |
| "Bloke"                             | Gennaio 1995          | Bloke EP                       | -                      | -            | -                | -               | -         |
| "Ready to Go"                       | Aprile 1996           | Republica                      | 43                     | -            | -                | -               | 40        |
| "Ready to Go (U.S. Mix)" (re-issue) | 1997                  | Republica                      | 13                     | 56           | 7                | 33              | -         |
| "Drop Dead Gorgeous"                | 1997                  | Republica                      | 7                      | 93           | 39               | 90              | -         |
| "From Rush Hour With Love"          | 1998                  | Speed Ballads                  | 20                     | -            | -                | -               | -         |
| "Try Everything"                    | 1998                  | Speed Ballads                  | -                      | -            | -                | -               | -         |
| "Ready to Go" (feat. Tomcraft)      | 2007                  | For the Queen (Tomcraft album) | -                      | -            | -                | -               | -         |
| "Ready to Go 2010"                  | 2010                  | -                              | -                      | -            | -                | -               | -         |